# Proceder (film)
Proceder – polski film biograficzny o życiu zmarłego rapera Tomasza Chady, w reżyserii Michała Węgrzyna. Dzieło miało swoją premierę 15 września 2019 roku. Dystrybucji filmu podjął się Mówi Serwis, a studiem filmu zostało Global Studio. Film był nominowany w konkursie głównym 44. Festiwalu Polskich Filmów Fabularnych w Gdyni. Równolegle z filmem powstał czteroodcinkowy serial emitowany w telewizji Polsat. Jego premiera odbywała się w każdy poniedziałki od 6 kwietnia do 6 maja 2024 roku.

## Fabuła[2]
Film przedstawia życie legendy polskiego hip-hopu, Tomasza Chady, m.in. jego kontakty z półświatkiem zakończone karą więzienia oraz próbę samobójczą. Po wyjściu z więzienia raper ginie w 2018 roku w niewyjaśnionych okolicznościach, zostawiając swoją dziewczynę. Film ukazuje, jak ważna w życiu Chady była muzyka. 

## Emisja filmu za granicą[5]
„Proceder” oprócz Polski, pokazany został w kinach w następujących krajach:
- Austria
- Niemcy
- Belgia
- Luksemburg
- Dania
- Norwegia
- Holandia
- Irlandia
- Islandia
- Wielka Brytania
- Szwecja
- Szwajcaria

## Obsada[1]
- Piotr Witkowski jako Tomasz Chada,
- Małgorzata Kożuchowska jako „Łysa”,
- Agnieszka Więdłocha jako Monika,
- Jan Frycz jako ojciec Moniki,
- Marcin Gutkowski jako „Pablo”,
- Damian Bajorek jako kumpel z celi,
- Anna Matysiak jako Julia,
- Ewa Ziętek jako matka Chady,
- Antoni Pawlicki jako „Kroku”,
- Gabriela Muskała jako matka Moniki
- Sonia Bohosiewicz jako aspirant Wrona
- Piotr Więcławski jako personalny ze szpitala
- Krzysztof Kowalewski jako więzień „Szajba”
- Bartosz Zieliński jako Michał
- Zbigniew Kozłowski jako oddziałowy Józek
- Piotr Głowacki jako wychowawca w zakładzie karnym
- Cezary Łukaszewicz jako komisarz Gajer
- Marcin Troński jako nadkomisarz Stefan
- Dariusz Jakubowski jako producent muzyczny
- Magdalena Jaroszewicz jako dziewczyna producenta
- Mikołaj Radwan jako diler Aduś
- Krystyna Rutkowska-Ulewicz jako dentystka
- Edward Linde-Lubaszenko jako terapeuta
- Kamila Boruta jako pielęgniarka Kamila
- Konrad Darocha jako Goguś
- Piotr Trojan jako Vienio
- Aleksander Talkowski jako Włodi
- Michał Gadomski jako ojciec
- Marianna Januszewicz jako matka Chady w wieku 28 lat
- Karol Bernacki jako sierżant Karol
- Sebastian Wątroba jako sierżant Zbigniew
- Michał Węgrzyn jako sierżant drogówki Mike
- Michał Sitarski jako sierżant Pepe w Zakopanem
- Grzegorz Wons jako ordynator
- Marta Bryła jako pielęgniarka z psychiatryka
- Ryszard Chlebuś jako alkoholik
- Jacek Łuczak jako alkoholik
- Małgorzata Rożniatowska jako wiceprezydent miasta
- Sandra Gutkowska jako dziennikarka

## Twórcy[1]
- Reżyser - Michał Węgrzyn
- Scenariusz - Maciej Chwedo, Aleksandra Górecka, Michał Kalicki, Krzysztof Tyszowiecki
- Zdjęcia - Wojciech Węgrzyn
- Muzyka - Rafał Sielawa
- Montaż - Bartosz Karczyński
- Scenografia - Jacek Mocny, Natasza Kisza
- Kostiumy - Anna Szaluś
- Produkcja - Janusz Iwanowski, Jolanta Owczarczyk
- Dźwięk - Paweł Rytelewski

## Nagrody[1]
Film był nominowany podczas 4 festiwali:
- Złote Lwy
- Warszawski Międzynarodowy Festiwal Filmowy
- Tofifest
- Węże